# 正三角台塔
正三角台塔（せいさんかくだいとう、Triangular cupola）とは、底面が正六角形の立体である。特に上面が正三角形のものは、3番目のジョンソンの立体である。

## 性質
- 表面積: 一辺を{\displaystyle a}とすると {\displaystyle S={{6+5{\sqrt {3}}} \over {2}}a^{2}}
- 体積: 一辺を{\displaystyle a}とすると {\displaystyle V={{5{\sqrt {2}}} \over {6}}a^{3}}

## 関連図形
| 正三角台塔柱 （底面に正六角柱を追加） | 正三角台塔反柱 （底面に正反六角柱を追加） | 同相双三角台塔 （底面同士で同相になるように貼り合わせる） | 立方八面体 （底面同士で60°ずれるように貼り合わせる） |
| 正四角台塔 （台塔の角の数を増やす）   | 正五角台塔 （台塔の角の数を更に増やす）   | 側台塔切頂四面体 （底面に切頂四面体を追加）               |                                                      |